# Воєнна політика
Воєнна політика — частина загальної політики певних соціальних сил і спеціально створених ними інститутів влади, що спрямована на підготовку і використання (навмисне або вимушене, військове або невійськове) засобів збройного насильства для досягнення тих чи інших класових, національних або загальнолюдських інтересів, поставленої мети; для ведення війни або протидії їй.

## Вживання терміну
На рубежі XVIII—XIX ст. воєнна політика виділилася у відносно самостійну галузь діяльності. Спочатку керівництво війною і воєнною справою називали великою стратегією або політичною стратегією, але з часом ці поняття були замінені сучасним терміном — воєнна політика. Вперше розкрив складну діалектику перетворення воєнної стратегії у воєнну політику один з видатних теоретиків Карл Клаузевіц. У своїй праці «Про війну» він відзначив, що стратегія «межує з політикою і державознавством або, вірніше,… сама стає і тим й іншим».
З точки зору міжнародних відносин зміст поняття воєнної політики може змінюватися залежно від соціального характеру взаємодіючих країн, а також від особливостей певного регіону в світі.
На початку XX століття воєнна політика характеризувалася конфронтацією, тобто носила характер протиборства. Але всебічна криза, гонка озброєнь, що відбувалася в період 60-70-х років зумовила пошуки принципово нових підходів до воєнної політики. І тому на заміну конфронтаційному змісту воєнної політики приходить неконфронтаційна концепція, сутність якої полягала у відвернені збройних конфліктів.
Воєнна політика має двосторонній характер. Вона має як внутрішні, так і зовнішні аспекти.
Внутрішня сторона — пов'язана із виробництвом та удосконаленням засобів збройного насильства, теоретичним обґрунтуванням їх можливого застосування для внутрішньої стабілізації держави; до неї належать також проблеми, пов'язані з вибором концептуальних підходів до проблем безпеки, того чи іншого курсу воєнної політики в конкретних історичних умовах; розробка і прийняття воєнно-політичних рішень, Воєнної доктрини, її реалізація.
Зовнішня сторона — охоплює всю діяльність, що пов'язана з використанням військових та невійськових силових засобів у міждержавних відносинах.
Конкретний зміст поняття воєнної політики окремої держави обумовлений такими факторами:
- Економічними та політичним інтересами держави.
- Потенційними та фактичними можливостями суб'єкта воєнної політики, що дозволяють реалізувати інтерес.
- Зовнішніми та внутрішніми умовами існування держави, ступенем загрози для її безпеки.

## Види воєнної політики
Авантюристична, агресивна воєнна політика — така політика характерна для держав, де політична влада захоплена ультрареволюційними колами національної буржуазії, що переслідують реакційну мету, або не відповідає реальним можливостям держави в системі міждержавних відносин на глобальному або регіональному рівні, або відверто спрямована проти об'єктивних закономірностей суспільного розвитку. Для реалізації такої політики допускається використання таких засобів, форм і методів ведення війни, що суперечать звичайним нормам, приводять до колосальних втрат, не забезпечують можливості досягнення політичної мети (типова воєнна політика фашистської Німеччини періоду другої світової війни; політика режиму  Саддама Хусейна під час кризи в Перській затоці).
Непослідовна воєнна політика — така політика притаманна значній кількості сучасних держав, що розвиваються. Держави з таким видом воєнної політики надають перевагу насильницьким методам, але й одночасно допускають використання політичних та дипломатичних засобів.
Реалістична воєнна політика — така політика базується на основі аналізу об'єктивної воєнно-політичної обстановки у світі чи окремому регіоні. Концепція такої політики на сучасному етапі міжнародних відносин передбачає використання більшою мірою мирних методів вирішення конфліктів, а насильницькі засоби є крайньою мірою.
Миролюбива (оборонна) воєнна політика — політика, що передбачає застосування збройного насильства виключно у період агресії ззовні. Це як правило нейтральні держави. (Швеція, Швейцарія)

## Структура воєнної політики
Структура воєнної політики складається з таких елементів:
- Суб'єкт воєнної політики  — держави, міждержавні об'єднання (напр. НАТО), нації, класи, соціальні групи. В правовому полі єдиним законним суб'єктом воєнної політики визнається держава.
- Мета воєнної політики  — бажаний кінцевий результат. Мета відображає докорінні інтереси самої країни і сил, що правлять у державі.
- Об'єкт воєнної політики  — групи або окремі держави, нації, класи, соціальні верстви і створювані ними інститути збройного насильства всередині країни і на міжнародній арені.
- Засоби досягнення воєнно-політичної мети  — збройне насильство, яке реалізується за допомогою збройних сил.
- Умови, в яких здійснюється воєнно-політична діяльність  — певні обставини, які зумовлюють реалізацію тих чи інших засобів воєнної політики.

## Функції воєнної політики
Воєнна політика реалізується з допомогою певних функцій:
- світоглядна
- методологічна
- виховна
- організаційна
- мобілізаційна
- координаційна
- прогностична
- планово-аналітична